# Boninthemis insularis
Boninthemis insularis је инсект из реда Odonata. 

## Угроженост
Ова врста је крајње угрожена и у великој опасности од изумирања.

## Распрострањење
Ареал врсте је ограничен на једну државу. 
Јапан је једино познато природно станиште врсте.

## Станиште
Станиште врсте су слатководна подручја. 